# Versecvát
Versecvát (szerbül Ватин / Vatin, németül Wattin) település Szerbiában, a Vajdaságban, a Dél-bánsági körzetben, Versec községben.

## Fekvése
Versectől északra, a román határ mellett, Temesmóra délnyugati szomszédjában fekvő település.

## Története

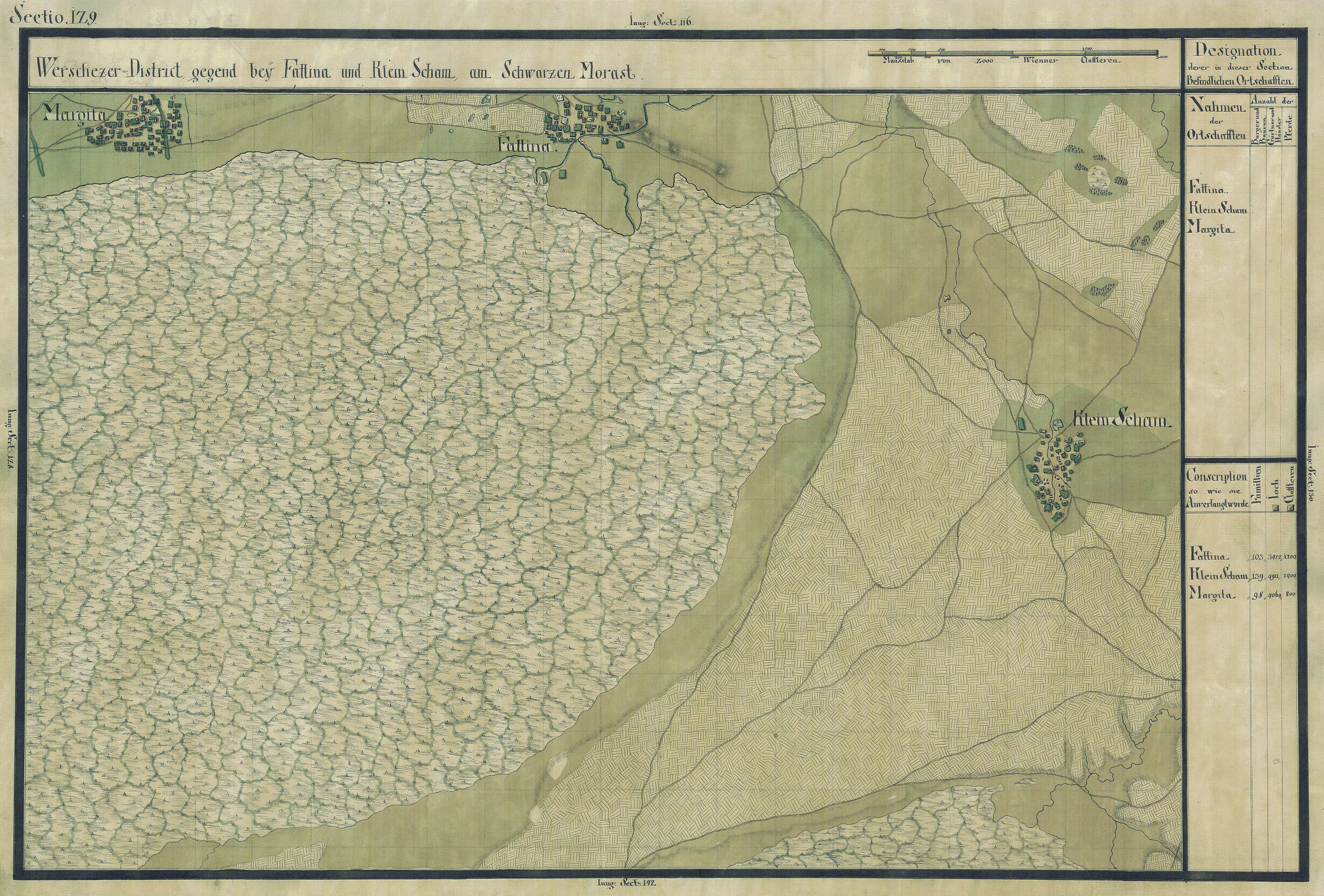
Versecvát környéke 1769-72 között

Verseczvát, előző nevén Vattina nevét 1421-ben Wath néven említették először az oklevelek, majd 1427-ben Waad néven írták. A középkorban Krassó vármegyéhez tartozott.
1421-ben Wath a Nagylaki Jánkfi-család birtoka volt, majd 1427-ben Zsigmond király adta adományként Nagymihályi Albert várnai perjelnek.
1550-ben Nagymihályi Sandrin és testvére Gábor tartott igényt a birtokra.
Az 1717. évi kamarai jegyzék Ovdino néven említette, az 1723-1725. évi Mercy-féle térképen Fattina néven szerepelt. 1779-ben Temes vármegyéhez csatolták. 1838-ban kamarai birtok volt, majd gróf Gyürky Lászlónének és gróf Gyürky Viktornak volt itt nagyobb birtoka.
1910-ben 647 lakosából 166 magyar, 91 német, 354 szerb volt. Ebből 244 római katolikus, 4 református, 398 görögkeleti ortodox volt.
A trianoni békeszerződés előtt Temes vármegye Verseczi járásához tartozott.

## Források

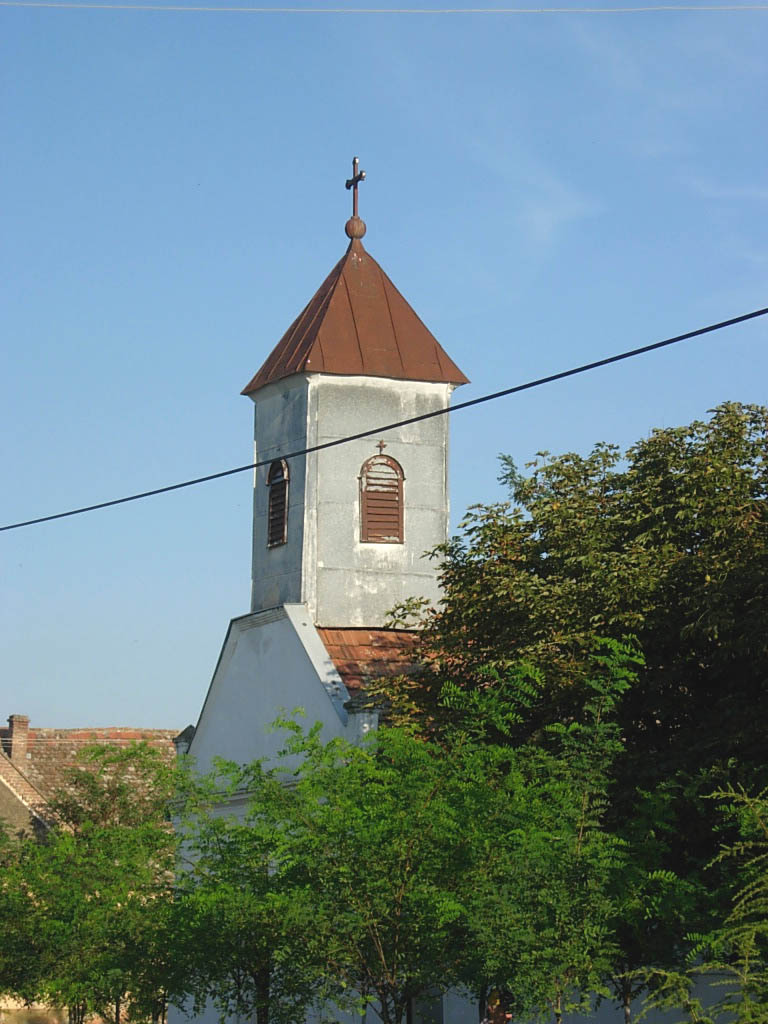
A római katolikus templom

## Népesség

### Demográfiai változások
| 1948 | 1953 | 1961 | 1971 | 1981 | 1991 | 2002 | 2011 |
| ---- | ---- | ---- | ---- | ---- | ---- | ---- | ---- |
| 548  | 586  | 553  | 489  | 417  | 316  | 250  | 238  |